# ستيفن فوكس (لاعب غولف)
ستيفن فوكس (بالإنجليزية: Steven Fox)‏ هو لاعب غولف أمريكي، ولد في 14 يناير 1991.